# フアン・デ・ノヴァ島

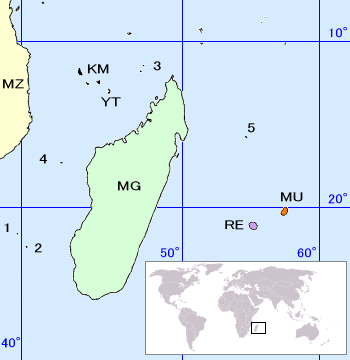
1. バサス・ダ・インディア 2. ユローパ島 3. グロリオソ諸島 4. フアン・デ・ノヴァ島 5. トロメリン島
KM : コモロ MG : マダガスカル MU : モーリシャス MZ : モザンビーク RE : レユニオン（仏） YT : マヨット（仏）

フアン・デ・ノヴァ島（フアン・デ・ノヴァとう、フランス語: Île Juan de Nova、マダガスカル語：Nosy Kely）は、インド洋、モザンビーク海峡にあるフランスが実効支配している島。面積 4.8 km2、南緯17度03分、東経42度43分に位置する。
行政的にはフランス領南方・南極地域に属するフランス領インド洋無人島群の一島であるが、マダガスカル共和国も領有権を主張している。島の北東部に係留可能な港や、1,300メートルの滑走路を持つ飛行場がある。レユニオンからのフランス軍が駐屯し気象観測所がおかれている
。

## 概要
フアン・デ・ノヴァ島は長さ約6km、最大幅約1.6kmの細長い島で、環礁のように完全に囲まれているわけではないが、一部をサンゴ礁に囲われている自然保護区となっている。島をおおよそ半ば覆っているのは主にモクマオウの植生で、島中にはウミガメの産卵する場所がある。

## 歴史
1501年、ジョアン・ダ・ノーヴァが率いるポルトガル艦隊によって発見され、指揮官の名から命名される。1897年にフランス領となる。